# Kvašov
Kvašov és un poble i municipi d'Eslovàquia que es troba a la regió de Trenčín. La primera menció escrita de la vila es remunta al 1354.

## Demografia
| Godina             | 1994 | 2004   | 2014   | 2024   |
| ------------------ | ---- | ------ | ------ | ------ |
| Nombre de persones | 683  | 658    | 661    | 636    |
| Diferència         |      | −3,66% | +0,45% | −3,78% |

| Godina             | 2023 | 2024   |
| ------------------ | ---- | ------ |
| Nombre de persones | 643  | 636    |
| Diferència         |      | −1,08% |